# Simone Hauswald
Simone Hye-Soon Hauswald z d. Denkinger (ur. 3 maja 1979 w Rottweil) – niemiecka biathlonistka, dwukrotna brązowa medalistka olimpijska, pięciokrotna medalistka mistrzostw świata i Europy.

## Kariera
Na arenie międzynarodowej pierwszy raz pojawiła się w 1998 roku, kiedy na mistrzostwach świata juniorów w Valcartier zdobyła złote medale w biegu indywidualnym i sztafecie. Podczas rozgrywanych rok później mistrzostw świata juniorów w Pokljukce w tych samych konkurencjach była odpowiednio druga i pierwsza.
W Pucharze Świata zadebiutowała 30 listopada 2000 roku w Anterselvie, zajmując 33. miejsce w biegu indywidualnym. Pierwsze punkty (w sezonach 2000/2001-2007/2008 punktowało 30. najlepszych zawodniczek) wywalczyła 13 grudnia 2002 roku w Östersund, gdzie zajęła 22. miejsce w sprincie. Pierwszy raz na podium zawodów pucharowych stanęła 23 stycznia 2005 roku w Anterselvie, gdzie rywalizację w biegu pościgowym ukończyła na trzeciej pozycji. W zawodach tych wyprzedziły ją tylko Francuzka Sandrine Bailly i Tora Berger z Norwegii. W kolejnych startach jeszcze 17 razy stawała na podium, odnosząc przy tym 7 zwycięstw: 12 grudnia 2008 roku w Hochfilzen wygrała sprint, 11 marca 2009 roku w Whistler wygrała bieg indywidualny, 29 marca 2009 roku w Chanty-Mansyjsku była najlepsza w biegu masowym, 8 stycznia 2010 roku w Oberhofie zwyciężyła w sprincie, a 18, 19 i 21 marca 2010 roku w Holmenkollen triumfowała kolejno w sprincie, biegu pościgowym oraz biegu masowym. Najlepsze wyniki osiągnęła w sezonie 2009/2010, kiedy zajęła drugie miejsce w klasyfikacji generalnej, za swą rodaczką - Magdaleną Neuner. W tym samym sezonie wygrała klasyfikację sprintu, a w klasyfikacjach biegu pościgowego i biegu masowego była druga. Ponadto w sezonie 2008/2009 zajęła trzecie miejsce w klasyfikacji biegu masowego.
Pierwsze medale wśród seniorek zdobyła w 2000 roku, razem z koleżankami zajmując drugie miejsce w sztafecie na mistrzostwach Europy w Zakopanem, zajmując trzecie miejsce w sztafecie i biegu indywidualnym. Rok później, podczas mistrzostw Europy w Haute-Maurienne była najlepsza w sztafecie i druga w sprincie. Złoty medal w sztafecie zdobyła też na mistrzostwach Europy w Kontiolahti w 2002 roku.
W 2003 roku wystartowała na mistrzostwach świata w Chanty-Mansyjsku, gdzie razem z koleżankami była trzecia w sztafecie. Zajęła tam też czwarte miejsce w biegu indywidualnym, przegrywając walkę o podium z Norweżką Gunn Margit Andreassen. Trzecie miejsce w sztafecie zajęła też podczas mistrzostw świata w Oberhofie rok później.
Kolejne dwa medale zdobyła na mistrzostwach świata w Pjongczangu w 2009 roku. W sprincie zdobyła srebrny medal, rozdzielając swą rodaczkę - Kati Wilhelm i Rosjankę Olgę Zajcewą. Pięć dni później była trzecia w sztafecie mieszanej. Ponadto wspólnie z Magdaleną Neuner, Simonem Schemppem i Arndem Peifferem zwyciężyła w sztafecie mieszanej podczas mistrzostw świata w Chanty-Mansyjsku w 2010 roku.
Brała też udział w igrzyskach olimpijskich w Vancouver w 2010 roku. W biegu masowym wywalczyła brązowy medal, plasując się za Neuner i Zajcewą. Dwa dni później wraz z koleżankami z reprezentacji trzecie miejsce zajęła też w sztafecie. Poza tym zajęła 26. miejsce w sprincie i 16. miejsce w biegu pościgowym. Były to jej jedyne starty olimpijskie.
Dziesięć razy stawała na podium mistrzostw Niemiec (w tym siedem razy na najwyższym stopniu). Po sezonie 2009/2010 postanowiła zakończyć karierę.
Jej matka pochodzi z Korei Południowej. W maju 2008 wyszła za mąż za swojego trenera Steffena Hauswalda. 30 grudnia 2011 roku urodziła bliźniaki, dwóch synów, który otrzymali imiona Filou i Noah.

## Osiągnięcia

### Igrzyska olimpijskie
| Rok  | Miejscowość | Konkurencje | Konkurencje | Konkurencje | Konkurencje | Konkurencje | Konkurencje | Konkurencje |
| Rok  | Miejscowość | IN          | SP          | PU          | MS          | RL          | MR          | SR          |
| ---- | ----------- | ----------- | ----------- | ----------- | ----------- | ----------- | ----------- | ----------- |
| 2010 | Vancouver   | –           | 26.         | 16.         | 3.          | 3.          | nd.         | –           |

### Mistrzostwa świata
| Rok  | Miejscowość     | Konkurencje | Konkurencje | Konkurencje | Konkurencje | Konkurencje | Konkurencje | Konkurencje |
| Rok  | Miejscowość     | IN          | SP          | PU          | MS          | RL          | MR          | SR          |
| ---- | --------------- | ----------- | ----------- | ----------- | ----------- | ----------- | ----------- | ----------- |
| 2003 | Chanty-Mansyjsk | 4.          | –           | –           | 9.          | 3.          | nd.         | –           |
| 2004 | Oberhof         | 9.          | 24.         | 52.         | 4.          | 3.          | nd.         | –           |
| 2005 | Hochfilzen      | –           | 32.         | 32.         | –           | –           | nd.         | –           |
| 2005 | Chanty-Mansyjsk | nd.         | nd.         | nd.         | nd.         | nd.         | 17.         | –           |
| 2006 | Pokljuka        | nd.         | nd.         | nd.         | nd.         | nd.         | 4.          | –           |
| 2007 | Anterselva      | –           | –           | –           | –           | –           | 5.          | –           |
| 2008 | Östersund       | 28.         | –           | –           | –           | –           | –           | –           |
| 2009 | Pjongczang      | –           | 2.          | 12.         | 12.         | –           | 3.          | –           |
| 2010 | Chanty-Mansyjsk | nd.         | nd.         | nd.         | nd.         | nd.         | 1.          | –           |

### Mistrzostwa Europy
| Rok  | Miejscowość     | Konkurencje | Konkurencje | Konkurencje | Konkurencje | Konkurencje | Konkurencje | Konkurencje |
| Rok  | Miejscowość     | IN          | SP          | PU          | MS          | RL          | MR          | SR          |
| ---- | --------------- | ----------- | ----------- | ----------- | ----------- | ----------- | ----------- | ----------- |
| 2000 | Zakopane        | 3.          | 10.         | 8.          | nd.         | 3.          | nd.         | –           |
| 2001 | Haute Maurienne | 20.         | 2.          | 7.          | nd.         | 1.          | nd.         | –           |
| 2002 | Kontiolahti     | 20.         | 13.         | 4.          | nd.         | 1.          | nd.         | –           |

### Mistrzostwa świata juniorów
| Rok  | Miejscowość | Konkurencje | Konkurencje | Konkurencje | Konkurencje | Konkurencje | Konkurencje | Konkurencje |
| Rok  | Miejscowość | IN          | SP          | PU          | MS          | RL          | MR          | SR          |
| ---- | ----------- | ----------- | ----------- | ----------- | ----------- | ----------- | ----------- | ----------- |
| 1998 | Valcartier  | 1.          | 8.          | nd.         | nd.         | 1.          | nd.         | –           |
| 1999 | Pokljuka    | 2.          | 14.         | 11.         | nd.         | 1.          | nd.         | –           |

### Puchar Świata

#### Miejsca w klasyfikacji generalnej
| Sezon     | Miejsce |
| --------- | ------- |
| 2000/2001 | -       |
| 2001/2002 | -       |
| 2002/2003 | 21.     |
| 2003/2004 | 12.     |
| 2004/2005 | 18.     |
| 2005/2006 | 11.     |
| 2006/2007 | 23.     |
| 2007/2008 | 21.     |
| 2008/2009 | 9.      |
| 2009/2010 | 2.      |

#### Zwycięstwa w zawodach
| Lp. | Dzień      | Rok  | Miejscowość     | Konkurencja                | Pudła   | Czas biegu | Przypisy |
| --- | ---------- | ---- | --------------- | -------------------------- | ------- | ---------- | -------- |
| 1.  | 12 grudnia | 2008 | Hochfilzen      | Sprint na 7,5 km           | 0+0     | 23:04,3    | –        |
| 2.  | 11 marca   | 2009 | Whistler        | Bieg indywidualny na 15 km | 0+0+0+0 | 42:44,6    | –        |
| 3.  | 29 marca   | 2009 | Chanty-Mansyjsk | Bieg masowy na 12,5 km     | 0+1+0+0 | 36:54,6    | –        |
| 4.  | 8 stycznia | 2010 | Oberhof         | Sprint na 7,5 km           | 0+1     | 22:15,1    | –        |
| 5.  | 18 marca   | 2010 | Holmenkollen    | Sprint na 7,5 km           | 0+0     | 20:47,3    | –        |
| 6.  | 19 marca   | 2010 | Holmenkollen    | Bieg pościgowy na 10 km    | 2+0+0+1 | 32:05,5    | –        |
| 7.  | 21 marca   | 2010 | Holmenkollen    | Bieg masowy na 12,5 km     | 1+1+0+0 | 37:00,7    | –        |

#### Miejsca na podium chronologicznie
| Lp. | Dzień        | Rok  | Miejscowość     | Konkurencja                | Lokata | Pudła   | Czas biegu | Strata  | Zwycięzca        |
| --- | ------------ | ---- | --------------- | -------------------------- | ------ | ------- | ---------- | ------- | ---------------- |
| 1.  | 23 stycznia  | 2005 | Anterselva      | Bieg pościgowy na 10 km    | 3.     | 0+0+0+1 | 33:24,6    | +17,8   | Sandrine Bailly  |
| 2.  | 16 marca     | 2005 | Chanty-Mansyjsk | Sprint na 7,5 km           | 3.     | 0+1     | 23:24,8    | +25,6   | Katrin Apel      |
| 3.  | 29 listopada | 2007 | Kontiolahti     | Bieg indywidualny na 15 km | 3.     | 0+1+0+1 | 47:31,5    | +1:02,7 | Martina Glagow   |
| 4.  | 12 grudnia   | 2008 | Hochfilzen      | Sprint na 7,5 km           | 1.     | 0+1     | 23:04,3    | –       | –                |
| 5.  | 13 grudnia   | 2008 | Hochfilzen      | Bieg pościgowy na 10 km    | 3.     | 0+1+2+2 | 34:00,4    | +19,2   | Martina Beck     |
| 6.  | 18 grudnia   | 2008 | Hochfilzen      | Bieg indywidualny na 15 km | 3.     | 0+2+0+1 | 52:13,3    | +1:52,8 | Éva Tófalvi      |
| 7.  | 14 lutego    | 2009 | Pjongczang      | Sprint na 7,5 km           | 2.     | 0+0     | 21:21,0    | +9,9    | Kati Wilhelm     |
| 8.  | 11 marca     | 2009 | Whistler        | Bieg indywidualny na 15 km | 1.     | 0+0+0+0 | 42:44,6    | –       | –                |
| 9.  | 22 marca     | 2009 | Trondheim       | Bieg masowy na 12,5 km     | 2.     | 1+0+0+1 | 39:30,7    | +1,0    | Tora Berger      |
| 10. | 29 marca     | 2009 | Chanty-Mansyjsk | Bieg masowy na 12,5 km     | 1.     | 0+1+0+0 | 36:54,6    | –       | –                |
| 11. | 27 marca     | 2009 | Chanty-Mansyjsk | Sprint na 7,5 km           | 2.     | 0+0     | 20:53,5    | +3,7    | Tina Bachmann    |
| 12. | 8 stycznia   | 2010 | Oberhof         | Sprint na 7,5 km           | 1.     | 0+1     | 22:15,1    | –       | –                |
| 13. | 16 stycznia  | 2010 | Ruhpolding      | Bieg masowy na 12,5 km     | 2.     | 0+1+1+0 | 41:21,87   | +23,1   | Helena Jonsson   |
| 14. | 21 lutego    | 2010 | Whistler        | Bieg masowy na 12,5 km     | 3.     | 0+0+2+0 | 35:26,9    | +7,3    | Magdalena Neuner |
| 15. | 12 marca     | 2010 | Kontiolahti     | Bieg pościgowy na 10 km    | 3.     | 0+0+0+1 | 31:50,7    | +18,1   | Darja Domraczawa |
| 16. | 18 marca     | 2010 | Holmenkollen    | Sprint na 7,5 km           | 1.     | 0+0     | 20:47,3    | –       | –                |
| 17. | 18 marca     | 2010 | Holmenkollen    | Bieg pościgowy na 10 km    | 1.     | 2+0+0+1 | 32:05,5    | –       | –                |
| 18. | 21 marca     | 2010 | Holmenkollen    | Bieg masowy na 12,5 km     | 1.     | 1+1+0+0 | 37:00,7    | –       | –                |